# Università di Shanghai
L'Università di Shanghai (上海大学S, spesso abbreviata con la sigla SHU) è la più grande istituzione universitaria pubblica della città di Shanghai, fondata nel 1994. Ogni anno accoglie circa 44 000 studenti e 2 500 professori e fa parte delle università comprese nel Progetto 211.